# Mohammad Nadżibullah
Mohammad Nadżibullah (ur. 6 sierpnia 1947 w Gardez, zm. 27 września 1996 w Kabulu) – afgański polityk, prezydent Afganistanu, z pochodzenia Pasztun.

## Życiorys
Mohammad Nadżibullah urodził się w 1947 roku w zamożnej rodzinie pasztuńskiej, jego dziadek był wodzem plemiennym, a ojciec kupcem. W 1965 roku ukończył szkołę średnią i zapisał się do Ludowo-Demokratycznej Partii Afganistanu (LDPA). Studiował na wydziale medycznym Uniwersytetu w Kabulu, w tym czasie dwukrotnie miał być więziony za działalność w LDPA. Zmienił wtedy nazwisko z Nadżibullah (Szlachetny-Boski) na Nadżib (Szlachetny), co stanowiło nawiązanie do nazwiska Muhammada Nadżiba, pierwszego prezydenta Egiptu (1953–1954). Studia ukończył w 1975 roku i w tym samym roku został członkiem komitetu centralnego partii. Trzy lata później markisiści na drodze zamachu stanu przejęli władzę nad Afganistanem, a Nadżibullah zasiadł w Radzie Rewolucyjnej, wówczas najwyższej władzy w kraju. Już w 1979 roku wicepremier Hafizullah Amin dokonał przewrotu pałacowego, a Nadżibullah znalazł się w przegranej frakcji partyjnej i został zesłany na posadę ambasadora w Iranie. Wkrótce potem został wyrzucony z partii, ale po rozpoczęciu radzieckiej interwencji i przejęciu rządów przez Babraka Karmala, został szefem tajnej policji CHAD (w latach 1980–1986). Należał w tym czasie do radykalnej frakcji partyjnej Khalq („Lud”), w której przeważali pasztuńscy wieśniacy.
W 1981 roku został członkiem biura politycznego, w grudniu 1985 roku sekretarzem generalnym LDPA, a 4 maja 1986 roku przejął kierownictwo partii, Karmal czasowo pozostał przewodniczącym Rady Rewolucyjnej i mając wpływy w partii próbował nieudolnie ograniczyć wpływy Nadżibullaha. Nadżibullah pełną władzę nad krajem przejął po ustąpieniu Karmala, który stracił poparcie nowego przywódcy ZSRR Michaiła Gorbaczowa, a następnie bezpartyjnego Hajia Mohammada Chamkaniego z urzędu przewodniczącego Rady Rewolucyjnej.

### Rządy

#### Pojednanie Narodowe
We wrześniu 1986 roku z inicjatywy Nadżibullaha powstała Komisja Pojednania Narodowego, a pod koniec tego samego roku wezwał do półrocznego zawieszenia broni w trwającej w kraju wojnie domowej. Kroki te były elementami szerokiej polityki mającej na celu zakończenie działań wojennych. Choć program nie udał się to rządowi udało się przeciągnąć na swoją stronę wielu mudżahedinów rozczarowanych polityką opozycji, zasilili oni rządowe milicje. Proces pojednania doprowadził do zyskania szerokiego poparcia dla rządu na terenach miejskich oraz do stabilizacji afgańskiej armii. We wrześniu 1986 roku przygotowano nową konstytucję, którą zatwierdzono 29 listopada 1987 roku. Nowa konstytucja osłabiła kompetencje głowy państwa oraz anulowała absolutne prawo prezydenckiego weta. 13 lipca 1987 roku nazwa Demokratycznej Republiki Afganistanu została zmieniona na Republikę Afganistanu. W ten sposób powstała II Republika Afganistanu. W czerwcu 1988 roku Rada Rewolucyjna, której członkowie byli wybierani przez kierownictwo partii zostało zastąpione przez Zgromadzenie Narodowe, którego przedstawiciele byli wybierani w wyborach. Znacznej zmianie uległa ideologia LDPA, która coraz mniej odwoływała się do socjalistycznych wzorców. W 1989 roku minister szkolnictwa wyższego w rządzie Nadżibullaha rozpoczął proces desowietyzacji uczelni. W 1989 roku nazwę partii zmieniono na Partię Ojczyzny, a w 1990 roku partia ogłosiła, że porzuca marksizm, a wszyscy jej członkowie są muzułmanami. Jego rząd rozpoczął też prywatyzację gospodarki i wprowadzał reformy w duchu wolnego rynku. Rząd afgański pod jego kierownictwem ograniczył radzieckie wpływy. Według radzieckich doradców liberalno-islamskie reformy Nadżibullaha doprowadziły do konfliktu wewnątrz LPDA między zwolennikami tendencji radykalnie socjalistycznych a zwolennikami islamizacji partii. Szczególną opozycję stanowili zwolennicy Parczam będący stronnikami Karmala. Z drugiej strony pojawiła się inna grupa opozycji partyjnej – przeciwników ZSRR, którzy sceptycznie podchodzili do akcji pojednawczej, uważając, że zbyt duże wpływy w jej formule ma Związek Radziecki. Prezydent w celu zakończenia wewnątrzpartyjnych sporów obiecał zachowanie zdobyczy rewolucji kwietniowej oraz odmówił współpracy z mułłami uważanymi za reakcyjnych.
W 1987 roku odbyły się wybory samorządowe, w których prezydent umożliwił start innych partii politycznych oraz zapowiedział gotowość do podzielenia się władzą z przedstawicielami grup opozycyjnych oraz na utworzenie koalicji rządowej. Nowa konstytucja zakładała utworzenie nowego dwuizbowego Zgromadzenia Narodowego (Meli Shura), składającego się z Senatu (Sena) i Izby Reprezentantów (Wolesi Dżirga). Prezydent miał być natomiast wybierany na 7-letnią kadencje. Warunkiem istnienia nowych partii politycznych miał być ich sprzeciw wobec kolonializmu, neokolonializmu, syjonizmu, dyskryminacji rasowej, apartheidu, faszyzmu i imperializmu. Nadżibullah ogłosił, że tylko grupa najbardziej ekstremistycznych organizacji opozycji nie może przystąpić do planowanego rządu koalicyjnego. Wybory parlamentarne w 1988 roku wygrała LDPA, która zyskała 46 mandatów, Front Narodowy zyskał 45 miejsc a nowo powstałe partie lewicowe zdobyły łącznie 24 miejsca. Wybory zostały zbojkotowane przez mudżahedinów – jedyną uzbrojoną grupą opozycyjną, która zgodziła się na pokój z rządem było szyickie stronnictwo, afgański Hezbollah. Mimo bojkotu ze strony islamistów, rząd oddał im 50 z 234 miejsc w Izbie Parlamencie.
W 1987 roku Nadżib ponownie dodał ullah do swojego nazwiska co miało uspokoić społeczność ortodoksyjnych muzułmanów. Równocześnie w nowej konstytucji stwierdzono, że islam jest religią państwową, a głowa państwa musi urodzić się w afgańskiej rodzinie muzułmańskiej. Konstytucja z 1990 roku stwierdziła natomiast, że Afganistan jest państwem islamskim i ostatecznie zlikwidowano z niego odniesienia do myśli lewicowej. Artykuł pierwszy konstytucji z 1990 roku potwierdził, że Afganistan jest niezależnym, jednolitym i islamskim państwem.

#### Gospodarka
Kontynuował politykę gospodarczą Karmala. Poszerzył powiązania gospodarcze z ZSRR i blokiem wschodnim zwiększając dwustronną wymianę handlową. Zachęcał do rozwoju sektora prywatnego co zostało uwzględnione w konstytucji z 1990 roku, która ustanawiała formalnie firmy prywatne oraz zachęcała do zagranicznych inwestycji.

#### Kontynuacja wojny domowej i upadek

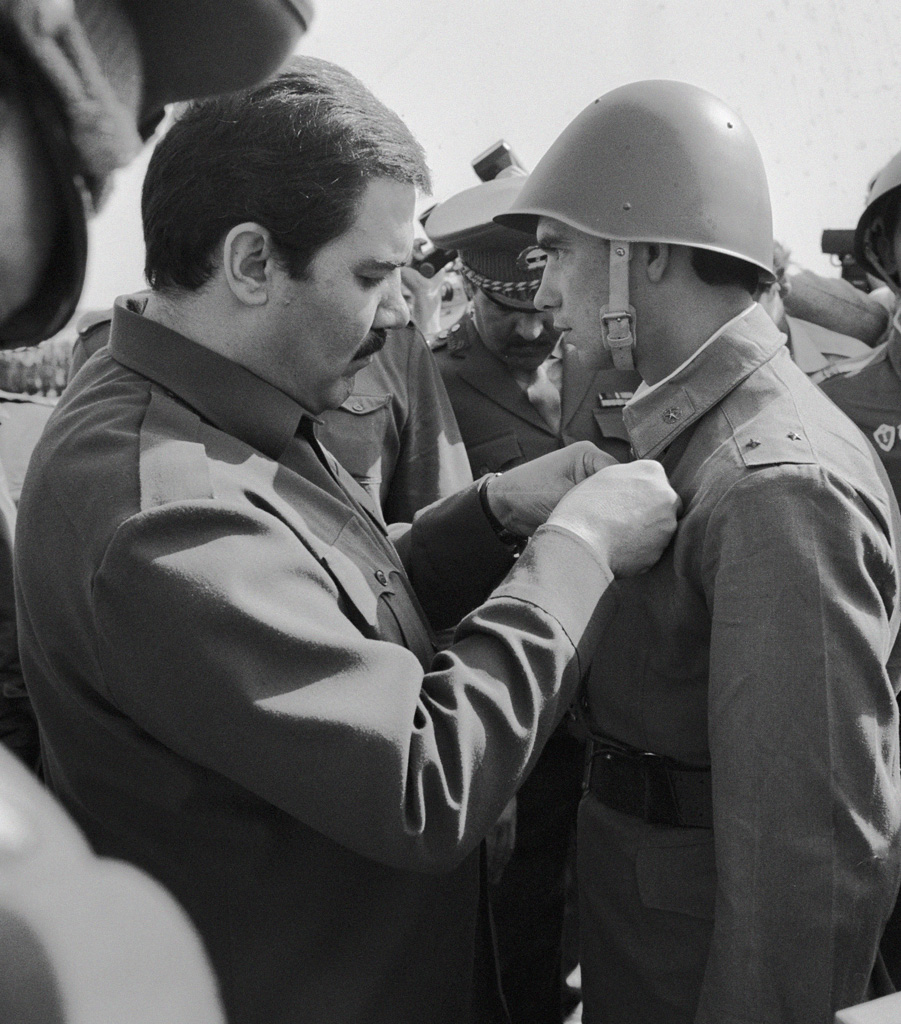
Nadżibullah wręcza medal radzieckiemu żołnierzowi, 1 października 1986 roku

W lutym 1989 roku Sowieci wycofali ostatnich żołnierzy z Afganistanu, ale wbrew oczekiwaniom obserwatorów Nadżibullah wciąż utrzymywał się u władzy. ZSRR zachował wsparcie finansowe i zaopatrzeniowe dla Afganistanu. W listopadzie Nadżibullah podał do wiadomości publicznej informację o odpowiedzialności rządu za śmierć 11 tysięcy Afgańczyków w okresie 1978−1979, jednak opozycja zarzucała mu, że jednocześnie przemilczał śmierć ok. 80 tysięcy ludzi, którzy zginęli za jego rządów w tajnej policji, dzięki czemu zyskał przydomek Rzeźnika. W dalszym ciągu mudżahedini otrzymywali wsparcie ze strony Pakistanu i CIA, a celem zbrojnej opozycji było ustanowienie państwa opartego na fundamentalistycznym islamie. Nadżibullahowi początkowo udało się skutecznie zorganizować obronę przeciw mudżahedinom, w 1990 roku prezydent powołał liczącą 100 tysięcy osób milicję, a pod koniec lat 80. liczba funkcjonariuszy sił państwowych wynosiła już 300 tysięcy osób. Od 1989 roku jego rząd był zaopatrywany przez Indie, które dążyły do utrzymania go przy władzy.
W styczniu 1992 roku rząd Rosji zakończył swoje wsparcie dla Afganistanu, a sam Nadżibullah coraz bardziej negatywnie wyrażał się o dotychczasowych sojusznikach, ustanawiając nawet nowe święto narodowe – Dzień Ocalenia Narodowego, który odbywał się w rocznicę wycofania się z Afganistanu wojsk radzieckich. 18 marca 1992 roku Nadżibullah ogłosił, że zgodnie z propozycją ONZ przekaże władzę rządowi przejściowemu, ale mimo tych wysiłków 16 kwietnia 1992 roku utracił zaufanie popierających go dotąd generałów, którzy przeszli na stronę oblegających Kabul mudżahedinów. Przy pomocy urzędników ONZ próbował opuścić kraj, jednak zajęcie lotniska w Kabulu przez zbuntowanych żołnierzy uniemożliwiło mu realizację tych planów. Odtąd przebywał na terenie przedstawicielstwa ONZ w Kabulu i mimo próśb ONZ nie otrzymał od nowych władz Afganistanu pozwolenia na bezpieczne opuszczenie kraju. W dniu wkroczenia talibów do Kabulu uciekające z miasta władze proponowały mu wyjazd wraz z rządem do Doliny Pandższiru, jednak Nadżibullah obawiając się, że to podstęp odmówił. Tego samego dnia (27 września 1996 roku) został przez nich schwytany, poddany torturom i stracony. Dokładny sposób egzekucji nie jest znany, istnieje kilka jej wersji. Egzekucja została powszechnie potępiona przez opinię międzynarodową, a szczególnie tę w świecie islamskim. Indie, które przez lata wspierały Nadżibullaha, zareagowały na egzekucję wsparciem dla Sojuszu Północnego stawiającego zbrojny opór talibom.